# Kreis Herzogtum Lauenburg
Kreis Herzogtum Lauenburg är en Kreis i Schleswig-Holstein med Ratzeburg som huvudort.
Kreiset har fått sitt namn efter hertigdömet Sachsen-Lauenburg som 1876 inkorporerades i den preussiska provinsen Schleswig-Holstein.

## Administrativ indelning
I förvaltningsrättslig mening finns i modern tid ingen skillnad mellan begreppet Stadt (stad) gentemot Gemeinde (kommun). 

### Amtsfria städer och kommuner
- Geesthacht (stad)
- Lauenburg/Elbe (stad)
- Mölln (stad)
- Ratzeburg (stad)
- Schwarzenbek (stad)
- Wentorf bei Hamburg (kommun)

### Amt i Kreis Herzogtum Lauenburg
- Amt Berkenthin
- Amt Breitenfelde
- Amt Büchen
- Amt Hohe Elbgeest
- Amt Lauenburgische Seen
- Amt Lütau
- Amt Sandesneben-Nusse
- Amt Schwarzenbek-Land